# Mountainair (New Mexico)

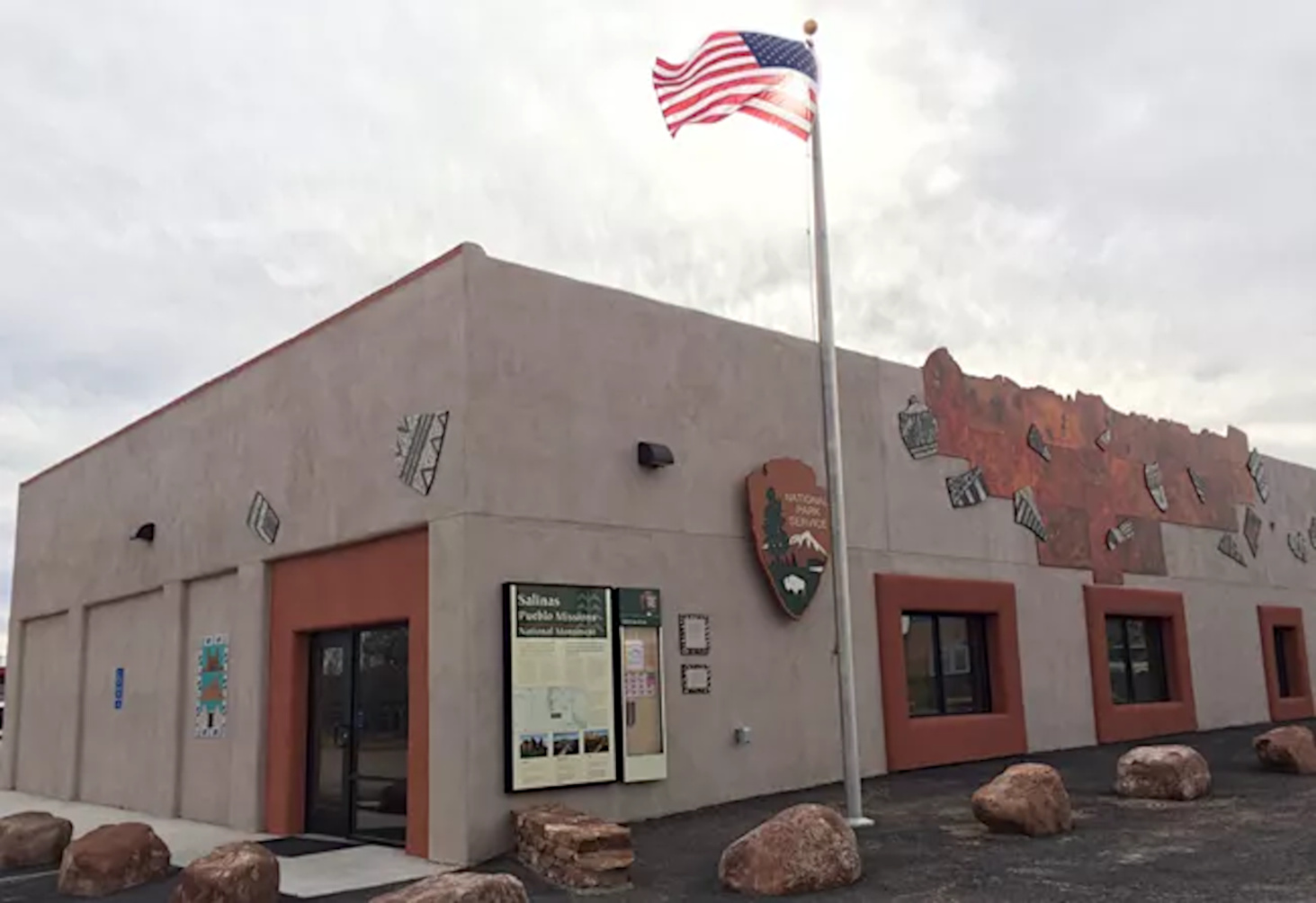
Besucherzentrum des Salinas Pueblo Missions National Monument in Mountainair, NM

Mountainair ist eine US-amerikanische Kleinstadt im Torrance County, New Mexico. Der Volkszählung im Jahre 2000 zufolge hatte Mountainair 1116 Einwohner. 
Der Ort liegt auf einer Höhe von 1987 m östlich des Abo Pass, einem Gebirgspass im Süden der Manzano Mountains, die das abflusslose Estancia Becken im Nordosten vom Rio Grande im Westen trennen. Er wird durch den US-Highway US-60 und mehreren Staats- und County-Straßen erschlossen. Die Bahnlinie der BNSF Railway dient heute nur noch dem Güterverkehr. Ein kleiner städtischer Flughafen für den Regionalverkehr liegt im Nordosten des Ortes.

## Geschichte
Ursprünglich war das Estancia Becken dünn von Indianern der Pueblo-Kultur besiedelt. Die ältesten Spuren menschlicher Tätigkeit reichen bis 6000 v. Chr. zurück, dauerhafte Siedlungen lassen sich ab etwa dem Jahr 700 nachweisen. 1581/82 kamen Capitano Francisco Sanchez Chamuscado und Frater Agustín Rodriguez von Norden als erste Weiße in das Gebiet und besuchten die Pueblos unterhalb der Manzano Berge. 1598 baute Don Juan de Oñate die erste dauerhafte spanische Siedlung in Nuevo Mexico. Er errichtete seine Hauptstadt beim heutigen Española und besuchte alle Pueblos der Region. Mit Don Oñate kamen Mönche vom Orden der Franziskaner und errichteten Spanische Missionen in der ganzen Region. 1610 erreichten sie auch das Estancia Becken. Bis 1626 wurden dort fünf Missionen errichtet, die vier anderen Pueblos wurden von einem regelmäßigen Besuchsdienst der Padres abgedeckt. Ende des 17. Jahrhunderts brachen nach einer Dürrezeit alle staatlichen Strukturen und die spanischen Siedlungen Nuevo Mexicos zusammen, die dezimierte indianische Bevölkerung fiel in die Subsistenzwirtschaft zurück. 
Mountainair selbst wurde 1905 gegründet, als die Atchison, Topeka and Santa Fe Railway eine Stichstrecke über den Abo Pass planten. Das Estancia Becken war erst in den letzten Jahren des 18. Jahrhunderts wieder durch Siedler nach dem Homestead Act besiedelt worden und Mountainair war die erste organisierte Siedlung der Region. Wirtschaftliche Grundlage des Ortes waren die Landwirtschaft insbesondere der Anbau von Pintobohnen und das Bahnbetriebswerk der ATSF. Eine zehnjährige Dürre in den 1950er Jahren und die Einstellung des Personenverkehrs auf der Bahnlinie in den 1960er Jahren trafen die Siedlung schwer. Außerdem zog die Eröffnung des rund 50 km nördlich verlaufenden Interstate Highway 40 Durchgangsverkehr vom US-60 und Mountainair ab. Die Bevölkerung sank von über 5000 auf unter 1000. Seit den 1980er Jahren steigt die Bevölkerung wieder langsam. 
In Mountainair liegt heute das Hauptbesuchszentrum für das Salinas Pueblo Missions National Monument. Es bewahrt drei Ruinen von Pueblos und der zugehörigen Spanischen Missionen, die über das Estancia Becken verteilt liegen.